# Rezoluția 537 a Consiliului de Securitate al ONU
Rezoluția 537 a Consiliului de Securitate al Organizației Națiunilor Unite, adoptată în unanimitate la 22 septembrie 1983, după examinarea cererii de aderare a Federației Saint Kitts și Nevis și cercetarea raportului întocmit de Comitetul pentru admiterea de noi membri, a recomandat Adunării Generale admiterea Saint Kitts și Nevis ca stat membru al Organizației Națiunilor Unite.

## Efect
Adunarea Generală a admis Federația Saint Kitts și Nevis ca stat membru al Organizației Națiunilor Unite la 23 septembrie 1983.